# Bdale Garbee
Bdale Garbee (Barksdale Garbee) é uma personalidade da comunidade de software livre.
Ele foi diretor de sistemas de informação GNU/Linux a Hewlett-Packard (agora aposentado a partir desta posição , o presidente da associação de Software de Interesse Público e um membro do conselho de administração da fundação Linux.

## Debian GNU/Linux
Ele contribui para o software livre, e em 1979, e está envolvido no desenvolvimento da distribuição Debian há anos, e, em seguida, torna-se chefe do projeto a partir de abril de 2002 a abril de 2003. Ele venceu as eleições à frente dos outros candidatos, Raphaël Hertzog, e Branden Robinson. Ele figurou na eleição de 2003 enfrentando outros três candidatos, Branden Robinson, Moshe Zadka e Martin Michlmayr, mas o último ganhou a eleição.
Em Março de 2011, ele aceitou participar do conselho de diretores da Fundação e preside o comitê técnico consultivo do projeto, FreedomBox.

## Distinção
Em setembro de 2008, Bdale Garbee recebeu uma Lutèce d'or como uma personalidade Livre do ano de 2008.